# Panurgus cephalotes
Panurgus cephalotes är en biart som beskrevs av Pierre André Latreille 1811. Panurgus cephalotes ingår i släktet fibblebin, och familjen grävbin. Inga underarter finns listade i Catalogue of Life.